# Galaxídhion
Galaxídhion (Galaxidi) är en ort i Grekland.   Den ligger i prefekturen Fokis och regionen Grekiska fastlandet, i den centrala delen av landet, 120 km väster om huvudstaden Aten. Galaxídhion ligger 1 meter över havet och antalet invånare är 3 030.
Terrängen runt Galaxídhion är huvudsakligen kuperad, men åt sydost är den platt. Havet är nära Galaxídhion åt sydost.  Närmaste större samhälle är Ámfissa, 16,0 km norr om Galaxídhion. 